# Shlomo Selinger

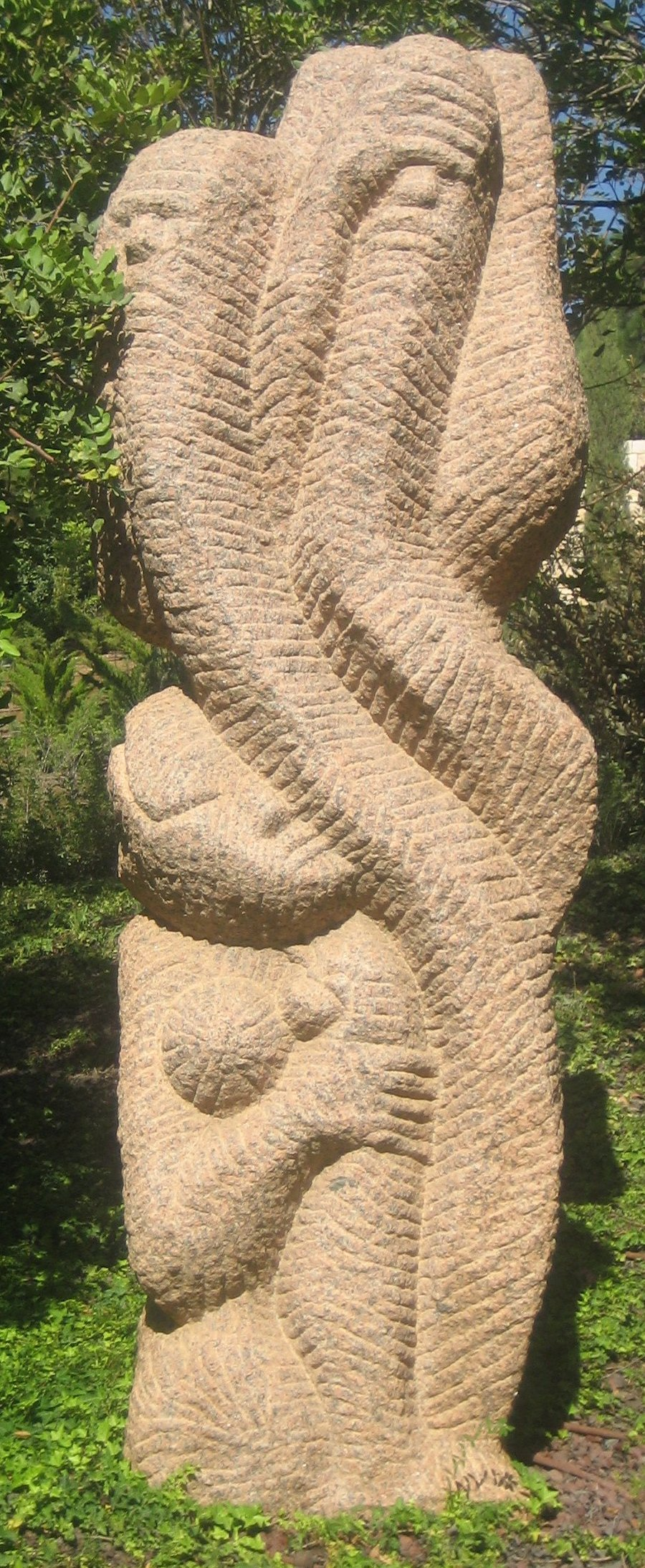
The Unknown Righteous Among the Nations (1987) Yad Vashem

Shlomo Selinger of Shelomo Selinger (Jaworzno (Polen), 31 mei 1928) is een in Polen geboren Israëlisch-Franse beeldhouwer.

## Biografie

### Jeugd
Selinger werd geboren in een joodse familie in het Poolse stadje Jaworzno-Szczakowa, dicht bij Auschwitz (Pools: Oświęcim). Hij werd traditioneel joods opgevoed, maar bezocht geen religieuze school. In 1943 werd hij met zijn vader gedeporteerd naar het getto Chrzanów in het concentratiekamp Faulbrück in Duitsland. Na de dood van zijn vader, die na drie maanden werd vermoord, bleef Shlomo alleen achter. Gedurende de Holocaust verloor hij ook zijn moeder en een van zijn twee zussen. Shlomo verbleef achtereenvolgens in de kampen Faulbrück, Gröditz, Markstadt, Fünfteichen, Groß-Rosen, Flossenbürg, Dresden, Leitmeritz en ten slotte in concentratiekamp Theresienstadt, en nam twee keer deel aan een dodenmars. In 1945 werd hij door een militaire arts van het Rode Leger, zwak ademhalend, boven op een berg lijken gevonden. Deze joodse officier bracht hem naar het militaire veldhospitaal en redde hem door intensieve zorg het leven. Hij herstelde, maar gedurende de daaropvolgende zeven jaar leed Shlomo aan geheugenverlies en kon hij zich van het doorstane leed niets herinneren.

### Israël
In 1946 ging Selinger in de Franse havenstad La Ciotat aan boord van de Tel Haï met hulp van de Joodse Brigade van het Britse leger. Heimelijk werd een groep jeugdige overlevenden door Duitsland, België en Frankrijk geloodst op weg naar het Beloofde Land. Het schip werd door de Britse marine geënterd, opgebracht naar Haifa en hij werd vastgezet in het kamp Atlit. Eenmaal vrij vestigde Selinger zich in de kibboets van Beit-Haarava en na de vernietiging daarvan,tijdens de oorlogshandelingen van 1948, hielp hij met de opbouw van de kibboets Kabri in Galilea. In 1951 ontmoette hij Ruth Shapirovsky uit Haifa met wie hij in 1954 huwde. In het jaar daarvoor was hij begonnen, mede door het herstel van zijn geheugen, met beeldhouwen.

### Parijs
In 1955 ontving Selinger de prijs Norman van de America-Israël Foundation en het jaar daarop besloot het echtpaar naar Parijs te vertrekken. Van 1955 tot 1958 studeerde hij beeldhouwkunst bij Marcel Gimond aan de Parijse École nationale supérieure des beaux-arts. Van Gimond leerde hij de klassieke vormgeving in klei, maar daarnaast ging hij door met de in Israël begonnen methode van het beeldhouwen en taille directe. Te arm om steenblokken te kopen zocht hij zijn materiaal rond Parijs. Zijn voorkeurssteen was graniet, maar in het atelier van de beeldhouwer Constantin Brâncuşi maakte hij kennis met rood zandsteen uit de Vogezen. Hij bracht drie jaar door op de École des Beaux-Arts, maar naar eigen zeggen leerde hij het meest in de Parijse musea en in de ateliers van de beeldhouwers Ossip Zadkine, Jean Arp, Alberto Giacometti en Joseph Constantinovsky (bekend als Joseph Constant).
In 1960 exposeerde het Jewish Museum in New York al zeven van zijn beelden, maar zijn officiële erkenning volgde pas in 1973 toen hij de eerste prijs won in de uitgeschreven wedstrijd voor een gedenkteken in het voormalige Kamp Drancy. In 1993 benoemde de Franse president François Mitterrand hem tot Chevalier de la Légion d'Honneur; sinds 2006 is hij Officier. Selinger bezit naast de Israëlische ook de Franse nationaliteit.

## Werk
Tot de belangrijke werken in de openbare ruimte behoren:
- L'esprit et la matière 1 (1964) in Saint-Avold (Moselle), Frankrijk
- L'esprit et la matière 2 (1968) in Wissembourg (Bas-Rhin), Frankrijk
- Moïse ou la victoire de la lumière (1969) in Aranđelovac, Servië
- Mémorial national des Déportés de France (1976) in Kamp Drancy, Frankrijk
- Requiem pour les Juifs d'Allemagne (1980) als onderdeel van de beeldenroute Straße der Skulpturen bij St. Wendel in de Duitse deelstaat Saarland
- La Danse groep van 35 beelden (1982), Parijs La Défense
- The Unknown Righteous Among the Nations (1987) , onderdeel van het Holocaustmonument Yad Vashem, Jeruzalem, Israël
- Mémorial de la Résistance (1987) in La Courneuve, Frankrijk
- Groep van 13 beelden (1991) in beeldenpark Tefen Sculpture Garden, Israël
- Elia (1998), Karmelberg bij Haifa, Israël
- Liebe (1982), Straße der Skulpturen (geplaatst in 2010)

## Fotogalerij

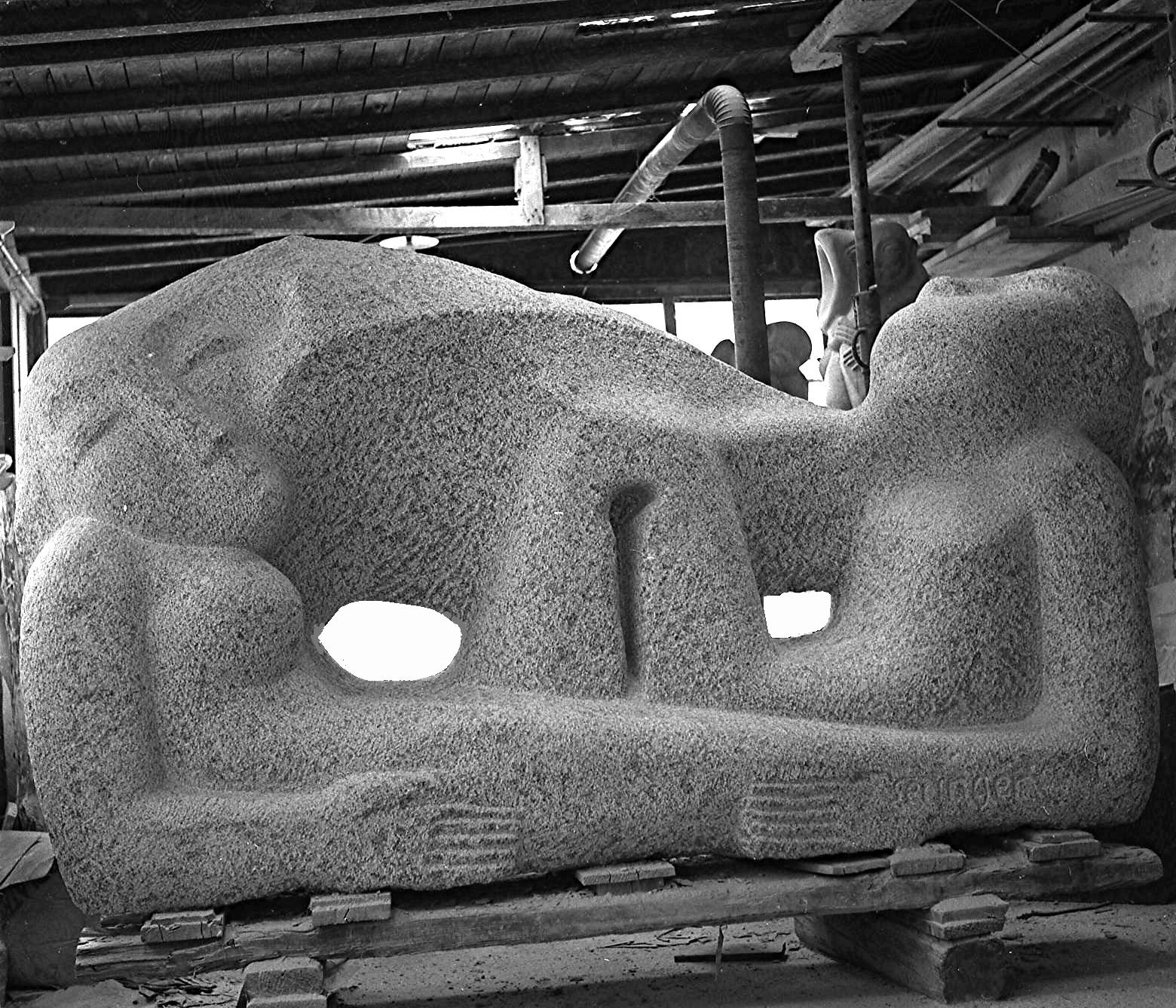
L'esprit et la matière (1964) in Selingers atelier
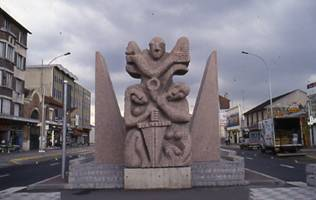
Mémorial de la Résistance, Les Quatre-Routes, La Courneuve
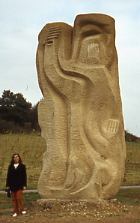
Requiem pour les Juifs d'Allemagne, Strasse der Skulpturen Sankt Wendel
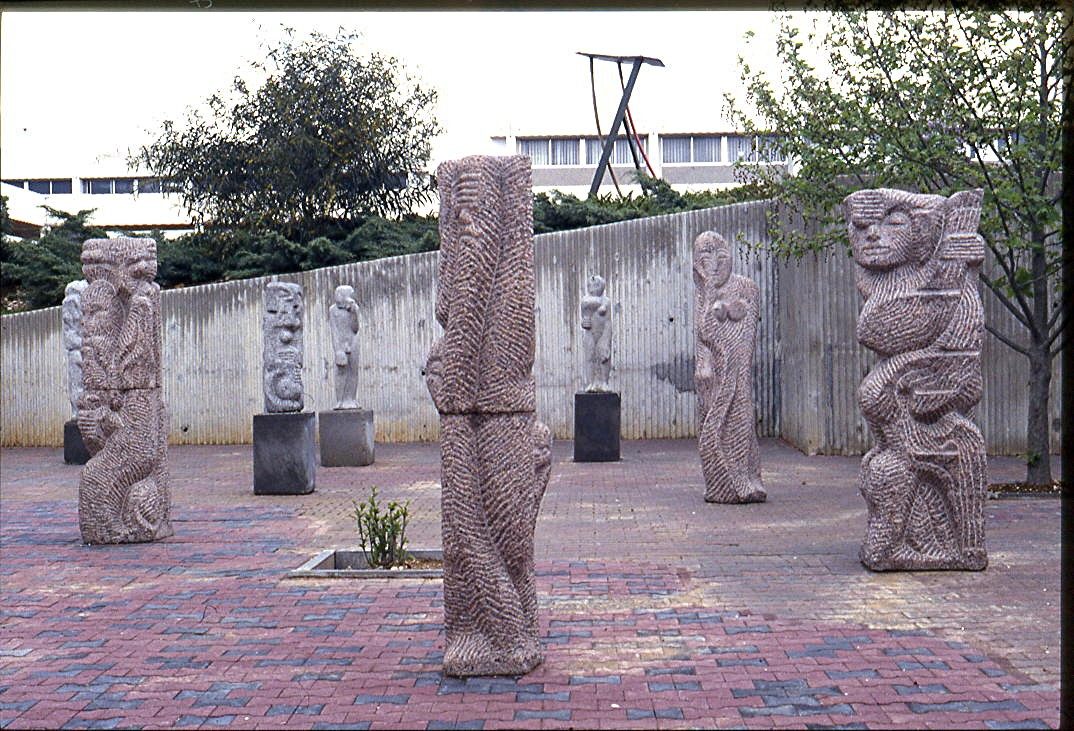
Tefen Sculpture Garden (Israël)
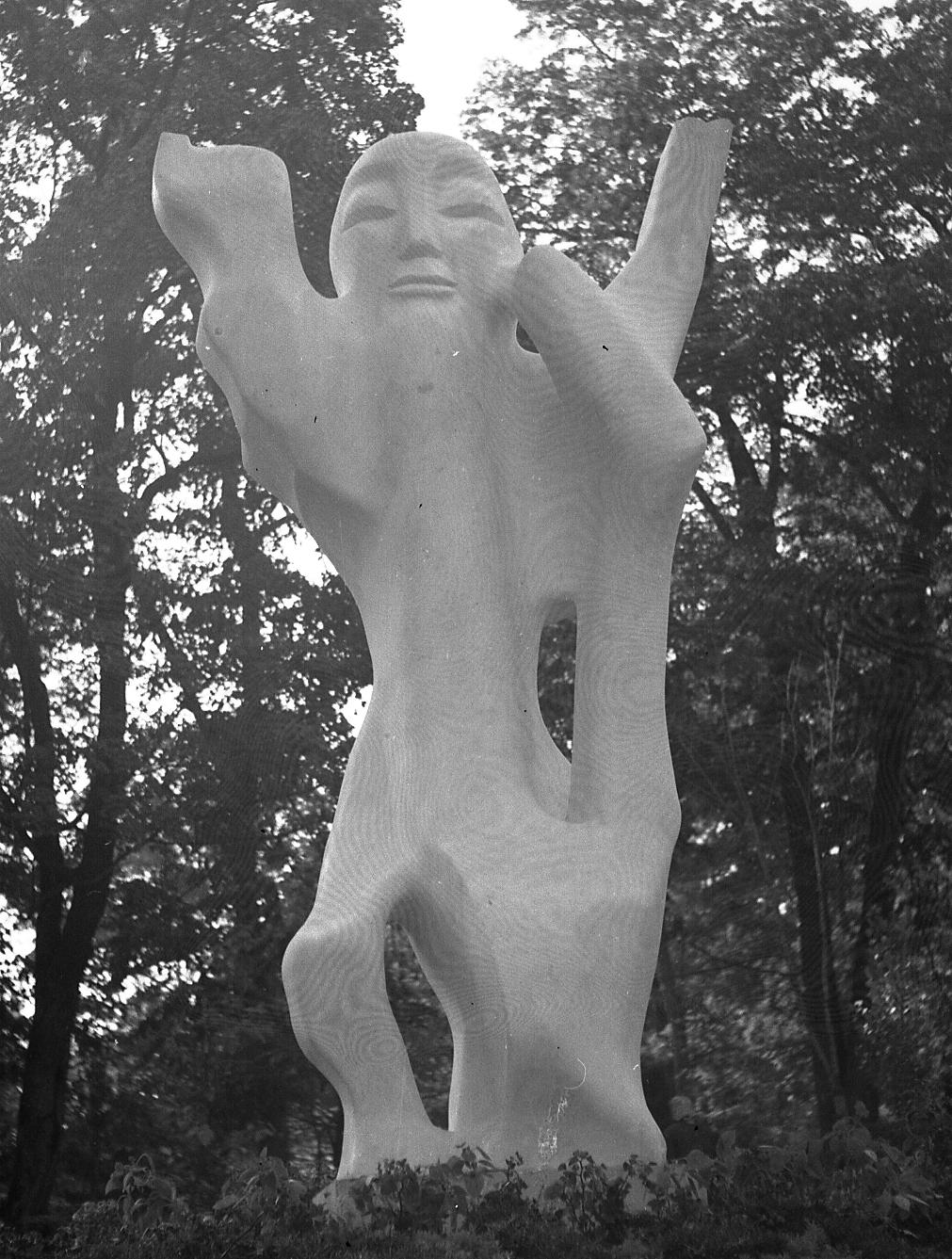
Moïse ou la victoire de la lumière, wit marmer, Servië
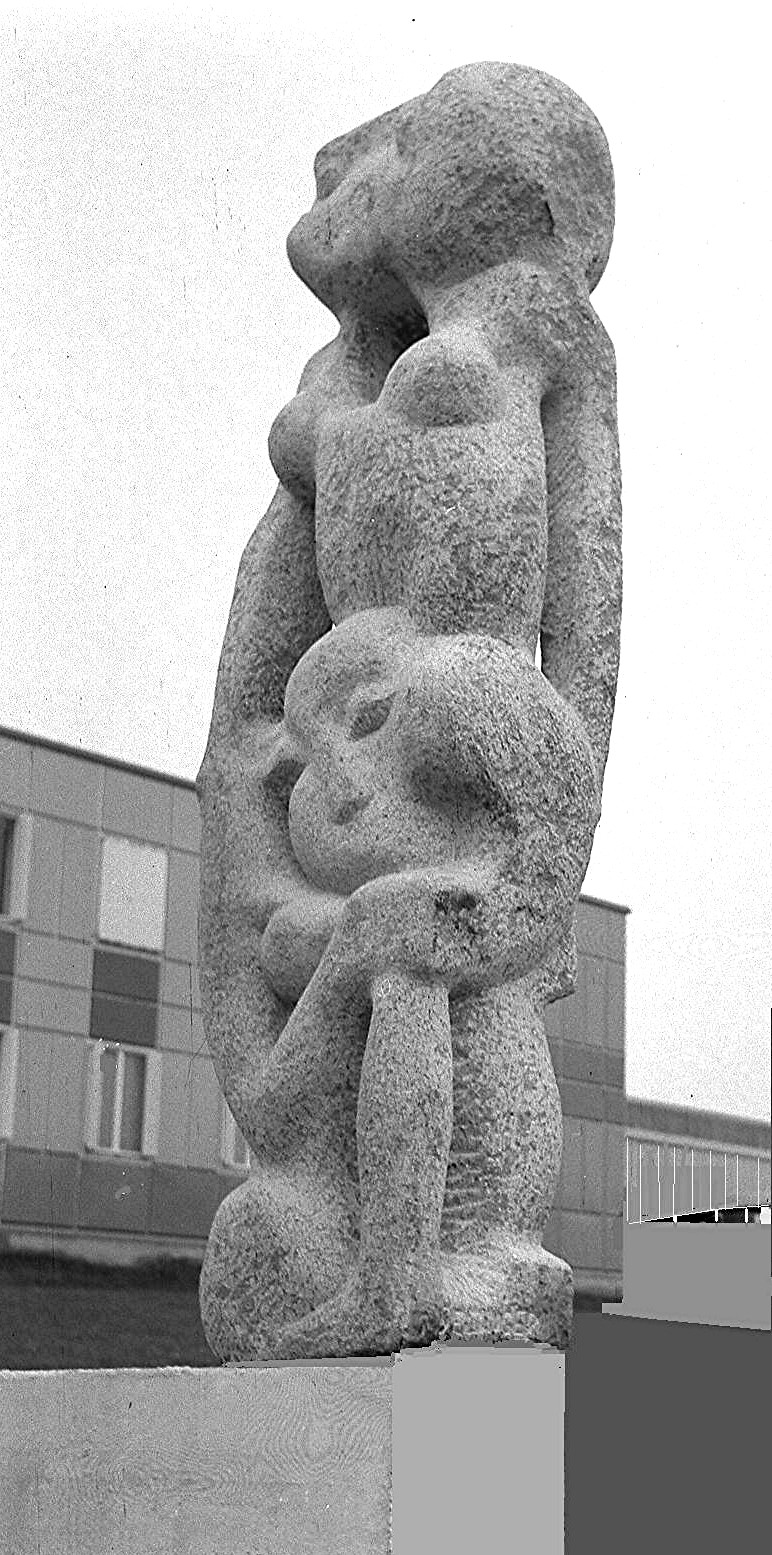
L’esprit de la matière N°2 Wissembourg
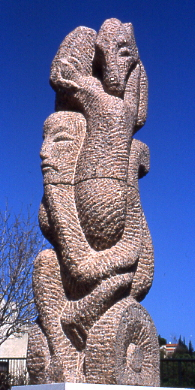
Elia (1998), Karmelberg
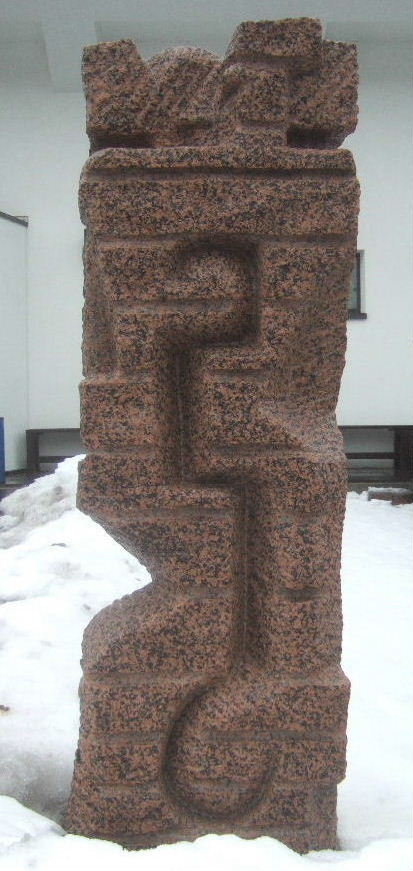
Liebe (1982/2010), Sankt Wendel

- Gemeinsame Normdatei: 119443376
- Information Center for Israeli Art: 278343
- International Standard Name Identifier: 0000 0000 0032 4903
- Library of Congress Control Number: n84053528
- Nationale Bibliotheek van Israël: 987007267801605171
- RKD-Nederlands Instituut voor Kunstgeschiedenis: 218320
- Système universitaire de documentation: 265694116
- Union List of Artist Names: 500478722
- Virtual International Authority File: 42114702
- WorldCat: E39PBJh4rgRwbhRkmTVrtWWhpP